# Love at Gloucester Port
Love at Gloucester Port è un cortometraggio muto del 1911 diretto e interpretato da Van Dyke Brooke e Maurice Costello.

## Produzione
Il film fu prodotto dalla Vitagraph Company of America.

## Distribuzione
Distribuito dalla General Film Company, il film - un cortometraggio in una bobina - uscì nelle sale cinematografiche USA il 15 dicembre 1911. Copia della pellicola viene conservata negli archivi dell'UCLA.